# Premio

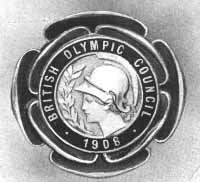
Medalla olímpica, 1908.

Un premio (del latín praemium) es cualquier artículo o compensación de otro tipo, como regalos o dinero, que se otorga en agradecimiento o reconocimiento al esfuerzo realizado, aunque para algunos premios interviene la suerte, y en otros se requiere habitualmente, además de la suerte, la compra de un producto, servicio, boleto o ver algún programa o anuncio de televisión, o hacer una llamada telefónica, para poder tener la oportunidad de participar en un concurso y tener, así, posibilidad de acceso a recibirlo.

## Clasificación
Según la forma de obtener el premio, estos pueden clasificarse en Premios de Ciencias, Artísticos, Deportivos, Méritos Civiles, Militares, Escolares, Loterías y Sorteos similares, y Rifas comerciales. Pero algunas instituciones que otorgan premios incluyen varias categorías, 
y pueden ser de diferente mérito o esfuerzo (de hecho hay casos), así que esta clasificación solo resultaría aproximada para la lista siguiente (véase la categoría):

## Premios al mérito
A
- Premio Ernst von Siemens, considerado el Premio Nobel de música clásica - Alemania

C
- Medalla Fields, considerado el equivalente al inexistente Nobel de Matemáticas. - Canadá

E
- Premios Fundación BBVA Fronteras del Conocimiento - España
- Premios Princesa de Asturias - España
- Medalla de Oro al Mérito en el Trabajo del Ministerio de Trabajo de España - España

- Ansari X-Prize, para quien llegue al espacio y regrese a salvo usando poco presupuesto - Estados Unidos.

L
- Premio Latin American Quality Awards, Premio Latinoamericano que reconoce a las empresas y empresarios más exitosos de Latinoamérica - Latinoamérica[cita requerida]

M
- Premio Nacional Malinalli para la Promoción de las Artes, los Derechos Humanos y la Diversidad Cultural - México

N
- Premio Nobel de la Paz, es humanitario o de mérito civil - Noruega

S
- Premio Nobel de Literatura, es artístico - Suecia
- Premio Nobel de Medicina - Suecia
- Premio Nobel de Física - Suecia
- Premio Nobel de Química - Suecia
- Premio del Banco de Suecia en Ciencias Económicas en memoria de Alfred Nobel - Suecia
- Polar Music Prize, considerado el Premio Nobel de Música Mundial - Suecia

## Premios artísticos
A
- Premio Literario Alcides Greca, Argentina
- Premios Martín Fierro, Argentina
- Premios EL habillal, Argentina

C
- Premios Altazor, Chile
- Premio de Ensayo en Humanidades Contemporáneas, Chile
- Premios India catalina, Colombia
- Premios Caleuche, Chile
- Premios Musa, Chile
- Premios Pulsar, Chile
- Premios La Junta, Chile
- Premio Pedro Sienna, Chile

E
- Premios ITV, Ecuador
- Premio Cervantes, España
- Premio Azorín, España
- Premio Internacional de Humor Gat Perich, España
- Premio Nacional de Artes Plásticas de España
- Premio Nacional de Fotografía de España
- Premio Reina Sofía de Pintura y Escultura, España
- Premio Velázquez de Artes Plásticas, España
- Premios Ignotus, España
- Premio Reina Sofía de Composición Musical, España
- Premios Goya, España
- Premio Pulitzer, Estados Unidos
- Premios Emmy, Estados Unidos
- Premios Globo de Oro, Estados Unidos
- Premios Virgil, Estados Unidos
- Premios Óscar, Estados Unidos
- Premios Saturn, Estados Unidos
- Premios Hugo, Estados Unidos
- Premios Nébula, Estados Unidos
- Premios Locus, Estados Unidos
- Premio John W. Campbell Memorial, Estados Unidos
- Premio John W. Campbell, Estados Unidos
- Premio Prometeo, Estados Unidos
- Premio Bram Stoker, Estados Unidos
- Premios BAFTA, Reino Unido
- Premios TV&Musica Choice Awards, Estados Unidos
- Premios a los Videojuegos, Estados Unidos
- Premios Feroz, España

F
M
- Premio Ariel, México
- Premios El Heraldo de México
- Premio Oliver Mederos Castillo, México

P
- Premios Victoria, Panamá
- Premios Luis Alberto del Paraná, Paraguay
- Premios Platino, xxx
- Premios Luces, Perú

R
- Premios Heat Latin Music
- Premios Soberano, República Dominicana
- Premio Nacional de la Juventud, República Dominicana

U
- Premios Iris, Uruguay
- Premios Morosoli, Uruguay

V
- Premios Christians Awards Turén, Venezuela

## Premios en Internet
E
- Premios Buber - España
- Premios Esland - España
- Premios Webby - Estados Unidos
- Premios Arroba de Oro - El Salvador

L
- Premios Latin SSP - Latinoamérica

R
- SCC Dominican Awards - República Dominicana

## Premios Gubernamentales
E
- Medalla del Congreso - Estados Unidos
- Medalla Presidencial de la Libertad - Estados Unidos
- Medalla de Honor - Estados Unidos
- Medalla de Honor Espacial del Congreso - Estados Unidos

M
- Medalla de Caballero Águila - México

P
- Medalla de Sol de Oro - Perú

R
- Premio Nacional de la Juventud (República Dominicana)

## Premios de derecho
E
- Premio Juan Larrea Holguín (internacional) - Ecuador

## Premios de Comunicación Institucional
A
- Premio Eikon - Argentina

## Películas cuyo tema central es el premio
E
- El premio (Mark Robson, 1963) - Estados Unidos

R
- Slumdog Millionaire (Danny Boyle, 2008) - Reino Unido